# Чанко
Чанко (ісп. Chanco) — селище в Чилі. Адміністративний центр однойменної комуни. Населення — 4012 осіб (2002). Селище і комуна входять до складу провінції Каукенес і регіону Мауле.
Територія — 530 км². Чисельність населення — 8928 жителя (2017). Щільність населення — 16,9 чол./км².

## Розташування
Селище розташоване за 86 км на південний захід від адміністративного центру області міста Талька та за 32 км на північний захід від адміністративного центру провінції міста Каукенес.
Комуна межує:
- на півночі — з комуною Конститусьйон
- на північному сході — з комуною Емпедрадо
- на південному сході — з комуною Каукенес
- на південному заході — з комуною Пельюуе

На заході комуни лежить Тихий океан.